# Марин Стоянов
Марин Димов Стоянов е участник в Македоно-одринското опълчение, чиновник и общественик.

## Биография
Роден е на 17 февруари 1890 г. в село Петково, Ардинско. Първоначалното си образование завършва в родното си село. В продължение на три години е абаджийски чирак и калфа при баща си в Гюмюрджина. През август 1906 г. заминава за Габрово, където завършва I прогимназиален клас, а през учебната 1907/1908 г. се премества в Одринската мъжка гимназия. По време на Балканската война, заедно с трима негови другари, заминава за Цариград. Снабдява се с паспорт от руското консулство и на 21 октомври 1912 г. пристига в София, където на следващия ден се записва в лазарета на Македоно-одринското опълчение. На 25 октомври, заедно с лазарета, заминава на бойното поле. След Междусъюзническата война е демобилизиран и през май 1914 г. е взет да изслужи военната си служба. По време на Първата световна война е част от 1-ви армейски телеграфен полк. След края на Първата световна война се записва ученик в Гюмюрджина. През лятото на 1919 г. завършва средното си образование. Работи като чиновник в Народната и Популярната банка в Кърджали, служител е в акционерни и кооперативни дружества, държавни предприятия и учреждения. Пенсионира се през 1959 г. Умира на 11 септември 1992 г. в София, като последния жив участник в Македоно-одринско опълчение.
Личният му архив се съхранява във фонд 1204 в Държавен архив – Смолян. Той се състои от 76 архивни единици от периода 1959 – 1993 г.